# Camp de concentration de Mukden
Le camp de concentration de Mukden était un camp de concentration japonais basé au Mandchoukouo (Mandchourie) près de la ville de Mukden aujourd'hui Shenyang, il était réservé aux prisonniers alliés durant la Seconde Guerre mondiale. Le camp travaillait en collaboration avec l'Unité 731 située dans la même province. Surnommé l'« Auschwitz oriental »,, il fut longtemps absent du débat public mais est aujourd'hui de plus en plus l'objet de recherches.
Le camp, dont les vestiges assez complets ont subsisté jusqu'à aujourd'hui, se situe de nos jours sur le territoire de la ville à Shenyang, capitale de la province de Liaoning en Chine.

## Nature et taille du camp
Créé pour accueillir les prisonniers de guerre alliés durant la Seconde Guerre mondiale, ce camp a accueilli jusqu'à 2 019 prisonniers américains, britanniques, canadiens, australiens et quelques Néerlandais et Français.
D'une superficie de 45 355 m2, le camp était composé de trois baraques, un hôpital et un bâtiment pour les officiers de l'armée japonaise. En complément, s'y trouvaient 20 bâtiments pour les prisonniers comprenant notamment des cuisines, des cantines, des toilettes et un entrepôt.

## Sévices opérés dans ce camp
Les alliés qui ont pu quitter ce camp à la fin de la guerre ont révélé, parfois tardivement, les sévices auxquels certains prisonniers avaient été soumis.
Parmi ceux-ci, il a été relevé de graves mutilations comme la crémation vivante au lance-flammes, le bouillonnement à vif, l'ablation de poumons, de morceaux de foie, ou encore l’inoculation de virus pour en analyser les effets et tester des vaccins.
Shirō Ishii, chargé de la recherche sur les armes bactériologiques pendant la seconde guerre sino-japonaise et dirigeant de l'unité 731, aurait été l'initiateur de ces sévices.
Selon Sheldon Harris, ces affirmations seraient toutefois infondées mais le journal personnel de Robert Peaty, major du Royal Army Ordnance Corps (RAOC) et prisonnier de guerre au camp de Mukden, mentionne en janvier et février 1943 l'inoculation de maladies infectieuses aux prisonniers de guerre américains par des médecins de l'unité 731 sous prétexte de faire des vaccins.

## Méconnaissance de l'existence du camp
Le camp de concentration de Mukden est relativement peu connu en Europe pour différentes raisons. En premier lieu, il relève d'un conflit qui n'a pas opposé les Européens aux Japonais. Quasiment aucun prisonnier de guerre européen n'a donc séjourné dans ce camp.
En second lieu, la méconnaissance de ce lieu est due à la large amnistie mise en place pour les Japonais par les Américains au sortir de la guerre en échange d'une pacification forcée du Japon (et notamment  de son incapacité future à déclarer des guerres). Il n'y a donc eu que peu de recherche sur certains détails de cette guerre dans cette zone du monde. Les historiens ne se penchent sérieusement que depuis quelques années sur l'existence de ce camp.

## Musée du souvenir
Le gouvernement chinois a créé en 2008 un musée du souvenir, d'une superficie de 12 000 m2, qui accueille aujourd'hui plus de 200 documents de différentes natures.